# Ґури (Венґожевський повіт)
Ґури (пол. Góry, нім. Gurren) — село в Польщі, у гміні Будри Венґожевського повіту Вармінсько-Мазурського воєводства.
Населення — 34 особи (2011).
У 1975-1998 роках село належало до Сувальського воєводства.

## Демографія
Демографічна структура станом на 31 березня 2011 року:
|          | Загалом | Допрацездатний вік | Працездатний вік | Постпрацездатний вік |
| -------- | ------- | ------------------ | ---------------- | -------------------- |
| Чоловіки | 22      | 5                  | 12               | 5                    |
| Жінки    | 12      | 2                  | 5                | 5                    |
| Разом    | 34      | 7                  | 17               | 10                   |